# Xã Michigan, Quận Scott, Kansas
Xã Michigan (tiếng Anh: Michigan Township) là một xã thuộc quận Scott, tiểu bang Kansas, Hoa Kỳ. Năm 2010, dân số của xã này là 89 người.